# Ранок (видавництво, Харків)
«Ранок» — найбільше інноваційне українське видавництво, засноване 1997 році  в Харкові. Директором видавництва з моменту заснування є Круглов Віктор Володимирович.
Основні напрями роботи — навчальна, методична та дитяча література. Видавництво випускає сучасні якісні книги, нестандартні за формою та змістом, розробляє, впроваджує та реалізовує продукти, що забезпечують навчання з перших днів життя й до закінчення школи. Корпорація застосовує інноваційні технології, які зберігають природу, друкуючи книги на переробленому папері, використовуючи електронний документообіг і технології, створюючи цифровий продукт.
Видавництво працює по всьому світу. Від початку повномасштабної війни в Україні-безкоштовно надало підручники українкам та українцям, які вчаться за кордоном, працює над новими для НУШ, допомагає ЗСУ, вимушено переміщенним особам та сімʼям загиблих. 

## Підрозділи
- Відділ дитячої літератури
- Відділ навчальної літератури
- Ranok-Creative
- Е-Ranok
- Логістичний центр

## Історія
Спершу видавництво займалося створенням збірників тем з англійської мови на допомогу учням. Текст було написано власноруч. Згодом ця серія набула популярності та дала поштовх для подальшого розвитку компанії. «Ранок» щороку видає близько 600 нових найменувань книжок, наклад яких складає 1,5-2 млн примірників. У видавництві виходить понад 40 серій дитячих книг, постійно оновлюється перелік навчальних та методичних посібників.

## Досягнення
- з 2000 — член Української асоціації видавців і книгопродавців;
- щорічний учасник «Книжкового Арсеналу» в Києві, «Зеленої Хвилі» в Одесі, «Форуму Видавців» у Львові;
- з 2016 — член Європейської асоціації видавців навчальної літератури (European Educational Publishers Group);
- січень 2016 — за даними Forbes видавництво «Ранок» увійшло до топ-20 українських видавничих брендів;[2]
- 2016 — видавництво отримало гриф Міністерства Освіти на 21 із 22 поданих на конкурс підручників. Тираж замовлення становив понад 1,5 млн підручників для 8 класу.

### Нагороди
- Неодноразові відзнаки Форуму Видавців у Львові;
- грамоти Міністерства освіти і науки та Міністерства культури;
- відзнаки Кабміну за високу якість продукції, плідну співпрацю та величезний внесок у навчання і виховання юного покоління;
- тричі лауреат Премії Кабінету Міністрів України ім. Лесі Українки;
- переможець рейтингу «Книжка року».

## Партнери
Компанія співпрацює з Walt Disney Company, компанією Tetra Pak, Інтернет-магазинами Zlatka, «Книголенд»; Видавничою групою «Основа».

## Соціальні проєкти
- Ініціатор інтерактивного інформування та навчання педагогів у межах Всеукраїнського педагогічного інтерактивного марафону «Якісна освіта — це…»
- Організатор Конкурсу "Знавців української мови «Грамотій» і Конкурсу знавців російської словесності в Харківському національному університеті. 2013 року видавництво «Ранок» заснувало стипендію «Грамотій», право на яку отримує триразовий переможець конкурсу, який вступив на філологічний факультет.
- Здійснює підтримку всеукраїнських учнівських турнірів Всеукраїнського конкурсу «Учитель року», всеукраїнських олімпіад.
- З початку повномасштабного вторгнення військ Росії до України 24 лютого 2022 року книги видавництва доступні для безкоштовного завантаження для дітей від 3 до 9 років.[3]

### Співпраця
- Благодійний фонд «Ранок-Україна»[3] — постійна активна участь у благодійних акціях і проєктах: шефство над дитячими інтернатами, дитячими будинками, допомога міським і сільським бібліотекам України, підтримка військових, поранених, внутрішньо переміщених осіб, з 2014 року — співпраця з однією з найбільших волонтерських організацій країни Станція Харків.
- В'ятрович Володимир Михайлович  «Наша столітня. Короткі нариси про довгу війну». — Ранок, Фабула, 2023.
- Нова пошта.